# 5267 Zegmott
5267 Zegmott eller 1966 CF är en asteroid i huvudbältet som upptäcktes den 13 februari 1966 av Purple Mountain-observatoriet i Nanjing, Kina. Den är uppkallad efter Tarik Zegmott.
Asteroiden har en diameter på ungefär 4 kilometer.